# Calliphora ochracea
Calliphora ochracea är en tvåvingeart som beskrevs av Ignaz Rudolph Schiner 1868. Calliphora ochracea ingår i släktet Calliphora och familjen spyflugor. Inga underarter finns listade i Catalogue of Life.